# Michel Lascaris
Michel Tzamantouros Lascaris (en grec : Μιχαήλ Τζαμάντουρος Λάσκαρις) est un général et aristocrate byzantin du XIIIe siècle.

## Biographie
Michel est le plus jeune frère de Théodore Ier Lascaris (1205-1221), le fondateur de l'Empire de Nicée. Michel et son frère Manuel portent le surnom de Tzamantouros, qui indique probablement que leur mère n'est pas la même que pour Théodore et ses autres frères et sœurs.
Michel Lascaris ne détient aucun titre ou position de pouvoir sous le règne de son frère. Sous son successeur, Jean III Doukas Vatatzès (1221-1254), il est même exilé avec son frère. C'est seulement sous le règne de Théodore II Lascaris (1254-1258) qu'il est rappelé à la cour impériale, alors que Manuel devient moine. Il reçoit le titre de protosébaste et détient des commandements militaires dont le détail est inconnu. S'il gagne la réputation de conseiller avisé, il n'apparaît pas remarqué pour ses talents militaires.
Après la mort de Théodore II et le meurtre de George Muzalon, son principal ministre et régent de son fils, Jean IV Lascaris, Michel et Manuel apparaissent un temps comme de possibles tuteurs mais ils sont doublés par Michel VIII Paléologue, qui devient coempereur et ne tarde pas à se débarrasser du jeune Jean IV. Michel est brièvement exilé à Pruse, en Bithynie mais il est rapidement rappelé par Michel VIII, qui le nomme mégaduc après la reprise de Constantinople en 1261. Il commande alors la marine byzantine mais, dans les faits, son grand âge l'empêche d'avoir un rôle effectif, qui revient plutôt au protostrator Alexis Doukas Philanthropène. La seule activité connue de Michel Lascaris à cette époque est une ambassade auprès du souverain hongrois Etienne V en 1271-1272. Il meurt peu après.